# Webanalyse

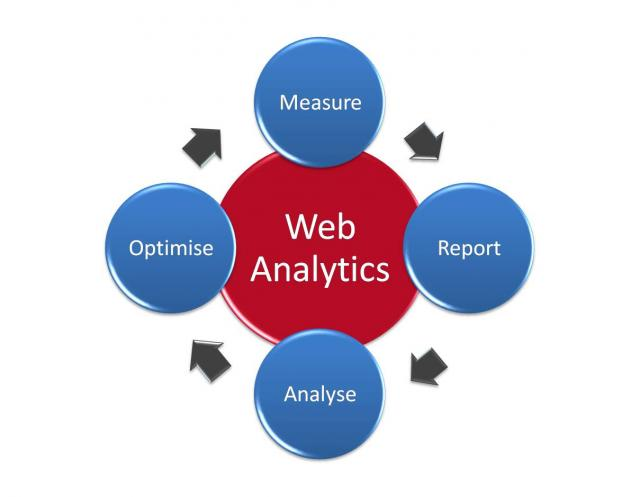
Webanalyse: schematische voorstelling.

Webanalyse (Engels web analytics) is het meten, verzamelen, analyseren en rapporteren van webgegevens om het gebruik van het internet te begrijpen en te optimaliseren. Webanalyse meet niet alleen het webverkeer, maar kan ook worden gebruikt als een instrument voor bedrijfs- en marktonderzoek en voor het beoordelen en verbeteren van het effect van websites. Webanalysetoepassingen kunnen bedrijven ook helpen de resultaten te meten van reclamecampagnes in de pers en de media, bijvoorbeeld door in te schatten hoe het verkeer naar een website verandert na de lancering van een nieuwe reclamecampagne. Webanalyse geeft informatie over het aantal bezoekers van een website en het aantal pageviews, en helpt bij het meten van trends in verkeer en populariteit, wat nuttig is voor marktonderzoek.

## Technieken van webanalyse
- Off-site webanalyse verwijst naar webmeting en -analyse, los van een specifieke site. Het omvat de meting van het potentiële publiek van een website (opportuniteit), zichtbaarheid (“share of voice”), en buzz (commentaar) die op het internet als geheel.
- On-site webanalyse, die het meest voorkomt, meet het gedrag van een bezoeker zodra hij op een specifieke website is, en meer bepaald het verband tussen de doelpagina en online aankopen. Deze gegevens worden meestal vergeleken met de kritieke prestatie-indicatoren van het bedrijf.

### Bekende analysediensten
De meest gebruikte analysediensten zijn Google Analytics en Adobe Experience Cloud (AEC). Maar er bestaan ook andere aanbieders, en nieuwe tools die extra informatielagen inbouwen, waaronder datavisualisatie en session replay (het herhalen van de gebruikerservaring).

### Beveiligde analytische (meet)methoden
Het kan goed zijn te beseffen dat het verzamelen van informatie door derden onderworpen is aan eventuele netwerkbeperkingen en toegepaste beveiliging. Landen, dienstverleners en particuliere netwerken kunnen voorkomen dat gegevens over sitebezoeken naar derden gaan. Alle hierboven beschreven methoden (en enkele andere, hier niet genoemde methoden, zoals steekproeven) hebben als centraal probleem dat zij kwetsbaar zijn voor manipulatie (zowel inflatie als deflatie). Dit betekent dat deze methoden onnauwkeurig en onveilig zijn (in elk redelijk veiligheidsmodel). Dit probleem is behandeld in verschillende artikelen, maar tot op heden blijven de in die artikelen voorgestelde oplossingen theoretisch.